# 越門戰役
越門戰役（越南语：／）是越南戰爭後期，北越在1973年1月25日至1973年1月31日在南越廣治省的越門海軍基地展開的戰鬥。戰鬥中涉及南越海軍和裝甲部隊組成的聯合特遣部隊試圖在越門港站穩陣腳，根據1月28日巴黎和平協定，停火即將生效，南越軍最後被迫由北越的反擊造成雙方重大損失而撤退。

## 背景
在1972年10月下旬越南人民軍的反擊，以復活節攻勢發起的一部分，越南共和國軍開始攻擊廣治北部，試圖奪回沿石瀚河的南岸位置。這些攻擊遭到越南人民軍的強烈抵抗並在石瀚河停止。南越海軍陸戰師從海岸在11月的進一步攻擊取得有限成果。到了1972年年底，海軍陸戰師和越南共和國軍佔領石瀚河南邊5公里的陣地。由於正在進行的和平談判將很快導致停火，南越聯合參謀本部尋找最有利的陣地可能，因此下令進一步努力奪回河的南岸。:134

## 對抗力量
自1972年3月起，越門海軍基地已被越南人民軍控制尤其是北越海軍第5團。
在1973年1月15日就開始計劃在越門的最後攻擊，1個名為探戈特遣部隊（Lực lượng đặc nhiệm Tango）的特別聯合部隊成立，由第3，第4和第5海軍陸戰營及第1裝甲旅組成。特遣部隊由海軍陸戰師副師長阮誠智上校指揮。:134

## 戰鬥
行動於1月26日6:55分開始，探戈特遣部隊分成兩列推進。:134 除了南越軍的火力，從美國空軍和美國第七艦隊的海軍炮火12個B-52箱是用來軟化目標並阻礙北越軍增援。北越軍發起了激烈的抵抗攻擊，北越軍利用9K11嬰兒反坦克導彈擊毀多輛M48巴頓坦克及M113裝甲運兵車，另外又利用9K32便携式防空导弹擊落兩輛南越空軍飛機。:1351月28日1:45分，海軍陸戰師作出了最後攻擊，在7:00突破北越軍防線奪回基地。按照巴黎和平協定停火在8:00生效，美國停止所有對探戈特遣部隊的支援。:135在1月29日晚上，北越軍發起對探戈特遣部隊的反擊，並在第二天成功切斷其通信線路，並開始炮轟並包圍海軍陸戰師隊員。:1361艘試圖向海軍陸戰師隊員提供補給的南越海軍登陸艇被擊毀。1月31日清晨，海軍陸戰師嘗試突圍，北越軍重新佔領基地。:136

## 後果
南越損失記錄為40人傷亡和20輛裝甲車在1月28日至31日戰鬥期間被擊毀。:136